# Phenethylamin
Phenethylamine (PEA) là một hợp chất hữu cơ, alcaloid monoamin tự nhiên và amin, hoạt động như một chất kích thích hệ thần kinh trung ương ở người. Trong não, phenethylamine điều chỉnh sự dẫn truyền thần kinh monoamin bằng cách liên kết để theo dõi thụ thể liên quan đến amin 1 (TAAR1) và ức chế vận chuyển monoamin 2 (VMAT2) trong các tế bào thần kinh monoamin; ở mức độ thấp hơn, nó cũng hoạt động như một chất dẫn truyền thần kinh trong hệ thống thần kinh trung ương của con người. Ở động vật có vú, phenethylamine được sản xuất từ amino acid L-phenylalanine bởi enzyme thơm L-amino acid decarboxylase thông qua quá trình decarboxyl hóa enzym. Ngoài sự hiện diện của nó ở động vật có vú, phenethylamine được tìm thấy trong nhiều sinh vật và thực phẩm khác, chẳng hạn như sô cô la, đặc biệt là sau khi lên men vi sinh vật.
Phenethylamine được bán như một chất bổ sung chế độ ăn uống cho tâm trạng có mục đích và giảm cân - lợi ích điều trị liên quan đến giảm cân; tuy nhiên, trong phenethylamine ăn vào miệng, một lượng đáng kể được chuyển hóa ở ruột non bằng monoamin oxydase B (MAO-B) và sau đó aldehyd dehydrogenase (ALDH), chuyển nó thành axit phenylacetic. Điều này có nghĩa là để nồng độ đáng kể đến não, liều lượng phải cao hơn so với các phương pháp quản lý khác.
Phenethylamines, hay nói đúng hơn là phenethylamines thay thế, là nhóm các dẫn xuất phenethylamine có chứa phenethylamine như một "xương sống"; nói cách khác, lớp hóa học này bao gồm các hợp chất phái sinh được hình thành bằng cách thay thế một hoặc nhiều nguyên tử hydro trong cấu trúc lõi phenethylamine bằng các nhóm thế. Lớp của phenethylamines thay bao gồm tất cả các chất kích thích thay thế, và methylenedioxyphenethylamines thay (MDxx), và chứa nhiều loại thuốc mà hành động như empathogens, chất kích thích, psychedelics, anorectics, thuốc giãn phế quản, thuốc thông mũi, và/hoặc thuốc chống trầm cảm, trong số những người khác.

## Hiện diện trong tự nhiên
Phenethylamine được sản xuất bởi một loạt các loài trên khắp vương quốc động thực vật, bao gồm cả con người; nó cũng là sản phẩm của một số loại nấm và vi khuẩn (genera: Lactobacillus, Clostridium, Pseudomonas và gia đình Enterobacteriaceae) và hoạt động như một mạnh kháng khuẩn chống lại các chủng gây bệnh nhất định của Escherichia coli (ví dụ, các O157: Chủng H7) ở nồng độ đủ.

## Dược lý

### Dược lực học
Phenethylamine, tương tự như amphetamine trong hoạt động của nó tại các mục tiêu phân tử sinh học chung của chúng, giải phóng norepinephrine và dopamine. Phenethylamine cũng xuất hiện để giải phóng acetylcholine thông qua cơ chế qua trung gian glutamate.
Phenethylamine đã được chứng minh là liên kết với thụ thể liên quan đến amin 1 (hTAAR1) dưới dạng chất chủ vận.

### Dược động học
Theo đường uống, thời gian bán hủy của phenethylamine là 5–10 phút; PEA được sản sinh nội sinh trong tế bào thần kinh catecholamine có chu kỳ bán rã khoảng 30 giây  Ở người, PEA được chuyển hóa bởi phenylethanolamine N-methyltransferase (PNMT), monoamine oxyase A (MAO-A), monoamin oxydase B (MAO-B), các oxyase amin nhạy cảm với semicarbazide (SSAO) AOC2 và AOC3, monooxygenase 3 (FMO3), và aralkylamine -acetyltransferase (AANAT). N-Methylphenethylamine, một đồng phân của amphetamine, được sản xuất ở người thông qua quá trình chuyển hóa phenethylamine bởi PNMT. -Phenylacetic acid là chất chuyển hóa nước tiểu chính của phenethylamine và được sản xuất thông qua chuyển hóa monoamin oxydase và chuyển hóa aldehyd dehydrogenase sau đó. Phenylacetaldehyd là sản phẩm trung gian được sản xuất bởi monoamin oxydase và sau đó được chuyển hóa thành axit phen-phenylacetic bởi aldehyd dehydrogenase.
Khi nồng độ phenylethylamine ban đầu trong não thấp, nồng độ não có thể tăng gấp 1000-fold khi dùng chất ức chế monoamin oxydase (MAOI), đặc biệt là chất ức chế MAO-B, và bằng 3–4  lần khi nồng độ ban đầu cao.